# Sierra Elvira (Atarfe)

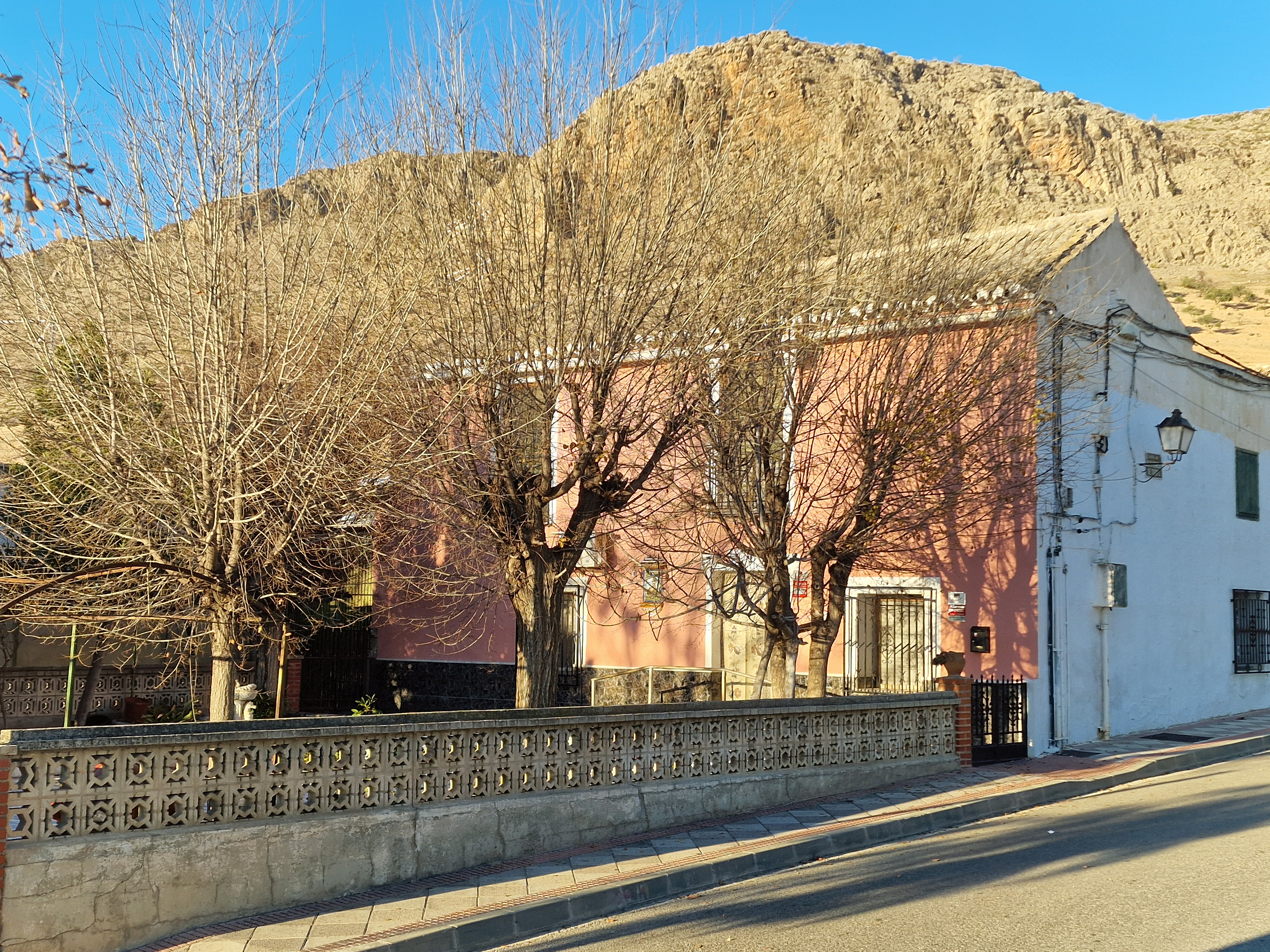
Casa situada en la calle de La Gallara esquina con la calle Julio Romero de Torres

Sierra Elvira (también llamada Los Baños de Sierra Elvira) es una localidad y pedanía española perteneciente al municipio de Atarfe, en la provincia de Granada, comunidad autónoma de Andalucía. Está situada en la parte central de la comarca de la Vega de Granada. Cerca de esta localidad se encuentran los núcleos de Cantarrana-Buenavista, Torrehueca-Torreabeca, Pinos Puente, Atarfe capital, Pedro Ruiz, Alitaje y Hurpe.
Cabe señalar que la localidad se ubica a los pies de Sierra Elvira, de la que recibe el nombre.

## Demografía
Según el Instituto Nacional de Estadística de España, en el año 2024 Sierra Elvira contaba con 301 habitantes censados, lo que representa el 1,47% de la población total del municipio.

### Evolución de la población
| Gráfica de evolución demográfica de Sierra Elvira entre 2014 y 2024 |
|                                                                     |
| Datos según el nomenclátor publicado por el INE.                    |

## Cultura

### Fiestas
Sierra Elvira celebra cada año sus fiestas populares en torno al 16 de julio en honor a la Virgen del Carmen, patrona del pueblo.

## Comunicaciones

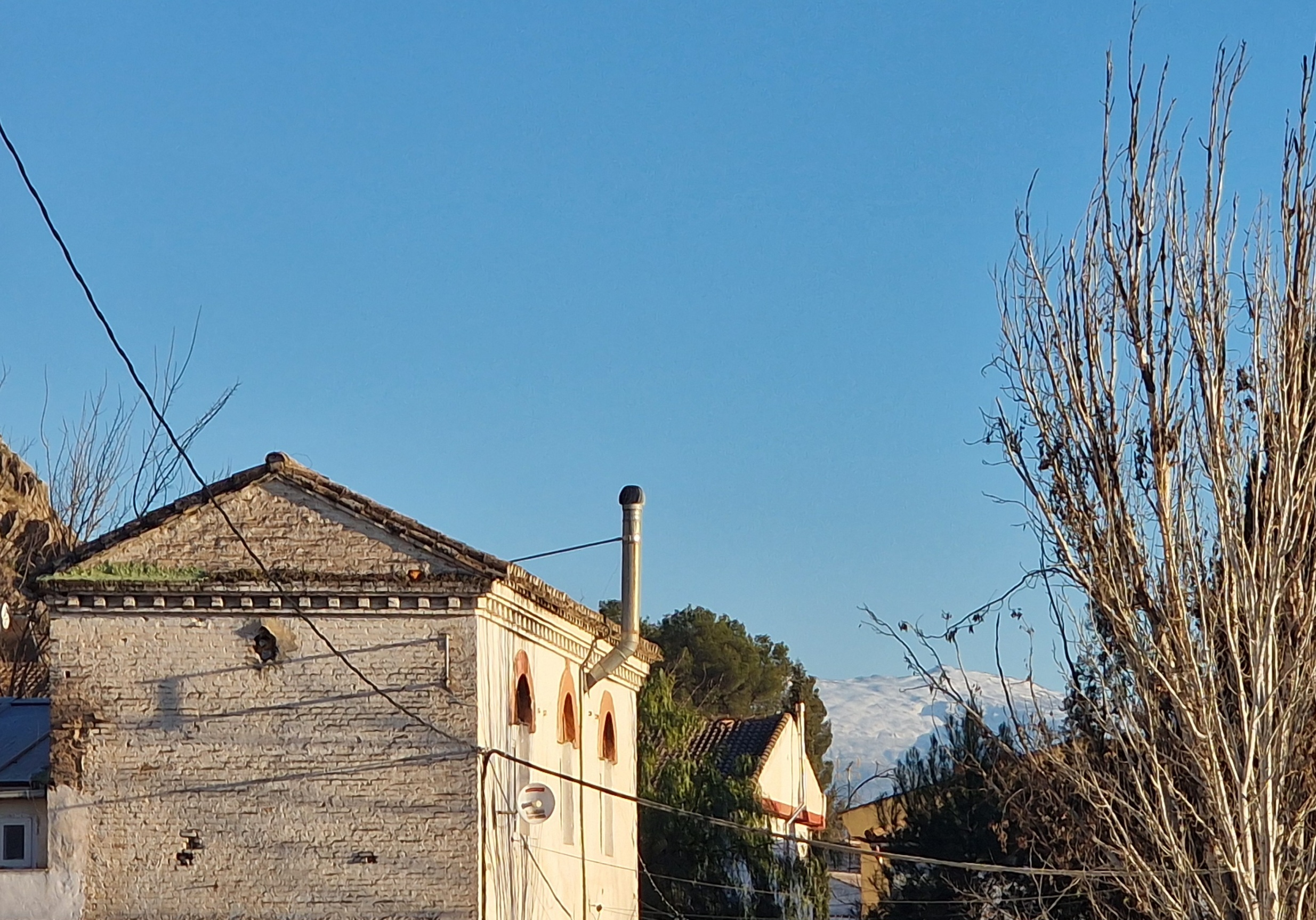
Vista de Sierra Nevada desde la localidad

### Carreteras
Cerca de esta pedanía pasa las autovías A-92 y GR-43. Las únicas vías de comunicación que transcurren por la localidad son:
| Identificador | Denominación                   | Itinerario                            |
| ------------- | ------------------------------ | ------------------------------------- |
| N-432         | Carretera de Badajoz a Granada | Badajoz - Granada                     |
| GR-3406       | De GR-3405 a N-432             | Torrehueca-Torreabeca - Sierra Elvira |

Algunas distancias entre Sierra Elvira y otras ciudades:
| Ciudades | Distancia (km) |
| -------- | -------------- |
| Atarfe   | 4              |
| Granada  | 14             |
| Jaén     | 89             |
| Almería  | 166            |
| Murcia   | 285            |